# 윤효전
윤효전(尹孝全, 1563년~1619년)은 조선중기의 문신, 성리학자이다. 초명은 효선(孝先), 자는 영초(詠初) 또는 이영(貽永), 호는 기천(沂川)이다. 당색은 북인, 소북이었고 윤휴의 아버지였다. 본관은 남원이다. 서경덕(徐敬德)의 손제자로, 서경덕의 문하생인 민순(閔純)과 이황의 제자인 정구(鄭逑) 등에게 수학하였다.
음서(蔭敍)로 관직에 올라 현감에 재직 중 과거 시험에 합격하였다. 선조말년에 광해군을 지지하고 임해군의 옥사를 주관했으며 1613년에는 익사공신 2등관에 책록되었다. 그 뒤 대사헌, 지의금부사를 거쳐 경주부윤으로 재직 중 사망한다. 1623년 인조반정 이후 인목대비 폐모론에 관여했다 하여 추탈되었다가 아들 윤휴의 상소로 복관되고 의정부영의정에 추증되었다.
화담 서경덕을 존숭하여 서경덕의 문집인 화담집의 간행을 주관하였다. 당색은 북인으로 한때 광해군의 왕자사부를 지내기도 했다. 북인 당원에 광해군 정권에 참여했던 탓에 후일 서인이 아들 윤휴의 가계전력을 문제삼는 원인이 되었다. 작위는 대원군(帶原君)이었다가 뒤에 대은군(帶恩君)으로 변경된다. 이순신의 서녀사위로 그의 첩들 중의 한명은 이순신의 첩의 딸이었다.

## 생애

### 생애 초반

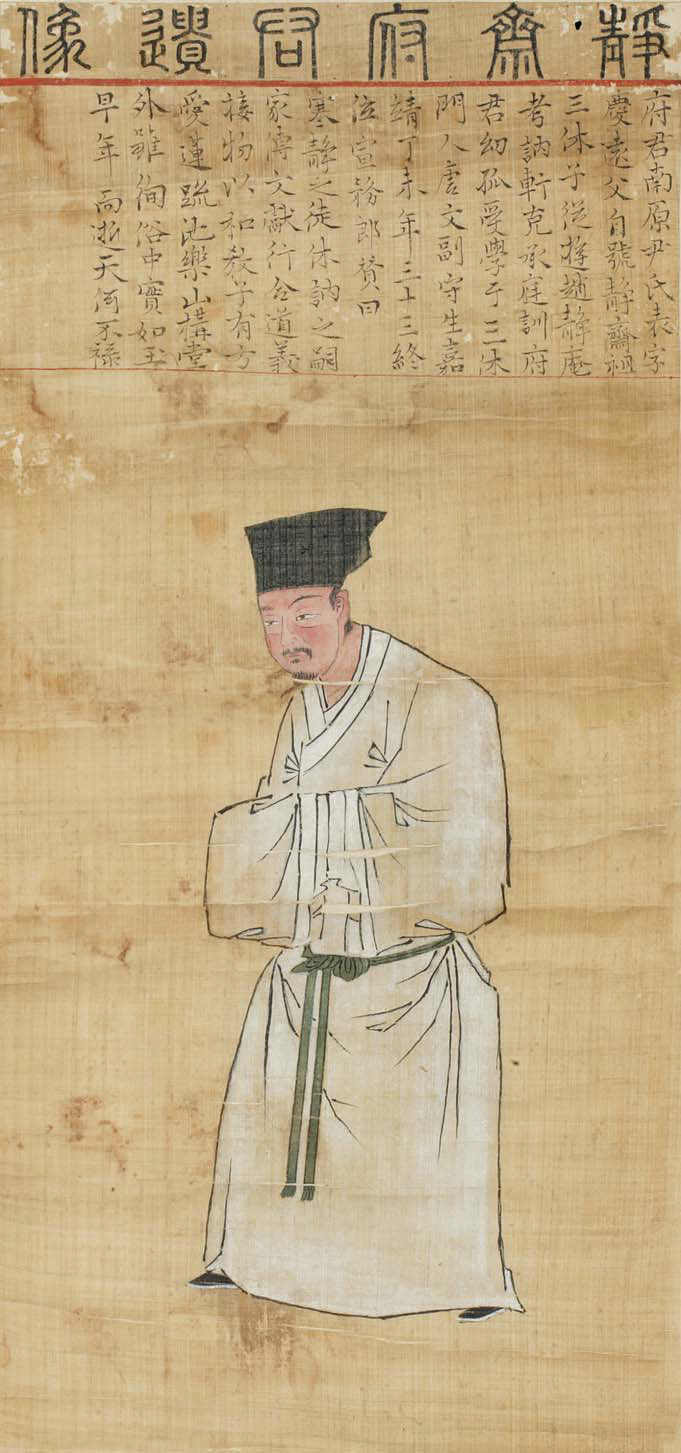
아버지 정재 윤희손
(33세에 요절하고 사후 그의 출세로 영의정 대성부원군에 증직된다.)

아버지는 유학자로 선무랑을 지내고 사후에 영의정 대성부원군에 추증된 윤희손(尹喜孫)이고, 어머니 이씨는 이수(李琇)의 딸이다. 백호 윤휴(尹鑴)의 아버지이다. 아버지 윤희손의 대성부원군 작위와 의정부영의정 증직은 후일 그가 광해군 때 영사공신 1등에 녹훈되면서 추증된 작위였다. 처음 이름은 윤효선(尹孝先)이었다가 뒤에 효전(孝全)으로 개명하였다.
증조부인 윤자관(尹子寬)은 정암 조광조(趙光祖)의 문하에서 수학했다가 기묘사화에 연루되어 화를 당하였다. 그 뒤 사림이 득세한 뒤 그의 가계는 당색으로는 북인이었다가 소북(小北) 계열이 되었다. 할아버지 윤호(尹虎)는 생원으로 성균관 유생으로 수학하다 관직에 나가 이조참판에 이르렀다.
아버지 윤희손(尹喜孫)은 성리학자로, 이중호(李仲虎)의 문하와, 조광조 계열인 이준(李準)과 이풍후(李風后)의 문하에서 문하생으로 수학했으며, 생전에 음직으로 선무랑을 지냈으나 33세의 나이에 요절하였다. 어려서 불우한 유년기를 보냈으나 다시 가세를 일으켰는데 그는 서경덕의 제자인 민순(閔純)의 문하에서 수학하였다. 뒤에 이황과 조식의 제자인 한강(寒岡) 정구(鄭逑)의 문하에서도 수학한다.
초명인 효선을 1612년 |효전으로 고친 것은 계축옥사(癸丑獄事) 당시 이른바 ‘여강칠우(驪江七友)’와 어울렸다가 화를 입은 유효선(柳孝先)과 이름이 같았기 때문이다. 그는 평소 화담 서경덕을 존숭하여 관직에 오른 뒤 서경덕의 문집인 화담집의 간행에 참여하였고, 나중에는 화담집 간행을 적극 주도하였다.
파평윤씨 윤담휴(尹覃休)의 딸과 결혼하였으나 첫 부인을 잃고 학자인 간서재 김덕민의 딸 경주김씨와 재혼하였다. 두 번째 부인인 김씨에게서 만득자인 아들 윤휴를 얻었다.

### 관료 생활
첩들 중의 1명은 이순신의 첩이 낳은 서녀였다. 첩 덕수이씨에게서 얻은 아들 윤영은 다시 당시 남인 재상인 오리 이원익의 첩이 낳은 서녀와 결혼하여 이원익, 허목 등과도 사돈관계를 형성한다.
음서(蔭敍)로 관직에 올랐으며, 1592년(선조 25) 4월 임진왜란이 발발하자 의병장으로 왜적과 싸웠다. 그 공로로 후일 선무원종공신에 녹훈된다. 전란이 끝난 후 선조의 왕자사부가 되었으나 1600년 4월 사퇴하고 노모를 봉양하러 고향으로 내려갔다. 선조는 특별히 그를 6품직으로 승격시켜 지방관으로 임명하게 했다. 1601년 송화 현감(松禾縣監)으로 재직 중 임진왜란 때 불에 탄 향교를 복구하는데 전력을 기울여 황해도 관찰사 성이문(成以文)의 칭찬을 받았다.
1602년 형조좌랑이 되고, 1603년 임진왜란 중 소실된 명종실록을 재편찬할 때 조산대부(朝散大夫) 행 이조좌랑 겸 춘추관기사관(行吏曹佐郞兼春秋館記事官)으로 실록편수관의 한 사람이 되어 《명종실록》의 재편찬에 참여하였다. 1604년 영유 현령(永柔縣令)으로 부임하였다. 그해 평안도 어사(平安道御史) 신율(申慄)이 보고하여 그의 근무에 대해 "몸가짐이 청근하고 처사가 상명하다"고 평정하여, 선조 임금으로부터 표리(表裏) 1습(襲)을 하사받았다.
현령으로 재직 중 1604년(선조 37) 선무원종공신 3등(宣武原從功臣三等)에 책록되었다. 이때는 아직 이름을 개명하기 전이라 공신녹권에는 본명인 윤효선(尹孝先)으로 나타난다. 이후 현감이 되고 1605년(선조 38) 현감으로 재직 중 증광문과에 병과로 급제, 정언이 되었으나 영유현령 재직 당시의 문제로 인책 사퇴했다. 이후 홍문관 수찬을 거쳐 1606년 황해도 암행어사로 다녀온 뒤 정언, 사헌부지평, 성균관전적 등을 역임했다. 1607년 교리, 직강, 헌납을 거쳐 다시 직강, 교리를 역임했다.
광해군즉위 직후 통훈 대부(通訓大夫) 홍문관 직제학 지제교 겸 경연 시강관(弘文館直提學知製敎兼經筵侍講官)으로 실록편수관이 되어 선조실록의 편찬에 참여했다. 이후 여러 벼슬을 거쳐 광해군의 왕자사부가 되었다가 부제학(副提學) 등을 거쳐 충청도관찰사로 나갔다. 
1608년(광해군 즉위) 유영경의 옥사 직후 정운원종공신 1등(定運功臣一等)에 책록되었다.
호남의 군수로 재임시 군도사(郡都事) 김시양(金時讓)과 함께 향시 시험을 관장하던 중 시험 주제가 당시 조정 시책에 저촉되어 탄핵을 받기도 하였다. 광해군을 지지했던 그는 선조 후반 유영경의 당론에 반대하여 광해군을 보호했으며, 광해군 즉위 초 임해군의 옥사를 주관하였다.

### 생애 후반

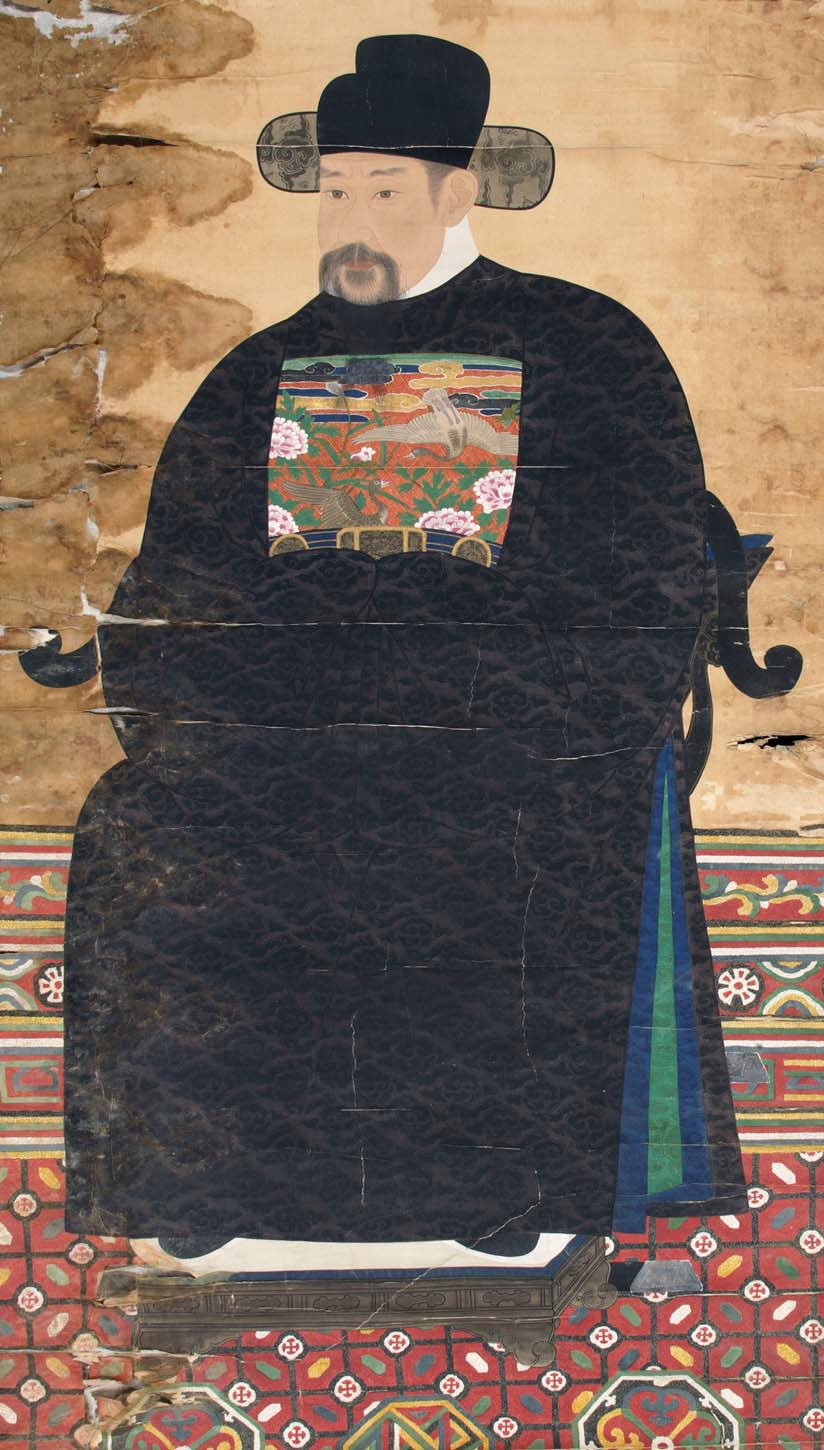
아들 윤휴

1610년(광해군 2년) 승정원승지(承政院承旨)와 부제학을 거쳐 1613년(광해군 5) 계축화옥에 참여한 공로로 효충 분의 병기 결책 익사공신(效忠奮義炳幾決策翼社功臣) 2등에 책록되었고 대사헌, 지의금부사 등을 지냈다. 1614년 공홍도관찰사로 부임하였다.
1615년 대원군(帶原君)에 봉해지고 지의금부사가 되어 사직을 청했으나 받아들여지지 않았다. 이이첨(李爾瞻)·정인홍(鄭仁弘) 등과 갈등하던 중 1617년(광해군 9년)에 사헌부대사헌으로서 대비의 유폐를 반대하다가 도총관, 지의금부사를 거쳐 1617년 경주부윤으로 밀려났다.
그러나 당색이 북인이었고, 광해군 정권에 참여했던 탓에 후일 서인이 아들 윤휴의 가계전력을 문제삼는 원인이 되었다. 대원군(帶原君)이었다가 뒤에 대은군(帶恩君)으로 변경된다. 1618년 이이첨의 노선에 협력하여 대북에 가담하였으나 1619년에 경주 임지에서 병사하였다. 사망당시 그의 나이 향년 56세였다.

### 사후
광해군의 세자 질의 사부로 보도하였기에 그가 죽자 3월 15일 세자가 청하여 그에게 부의를 보냈다. 1623년(광해군 15) 3월 인조 반정 이후 익사공신의 작위는 추탈당했다. 그 뒤 서인이 집권하자 그도 인목대비 폐모론에 개입했다는 이유로 처벌받았으나, 인목대비 폐모론에는 적극 관여하지 않았다는 아들 윤휴의 신원상소로 복관되고 후에 증 대광보국숭록대부 의정부영의정에 추증되었다.
1623년(인조 1) 7월 2일 호군(護軍) 이덕온(李德溫)이 상소를 올려 그가 목릉(선조의 능)을 파보자는 여론을 조장했다며 처벌을 상소했으나 곧 유야무야되었다. 그의 시신은 여주군 금사면에 안장되었으나 2000년대에 대전 선영으로 이장하였다.

## 가계
- 증조부 : 윤자관(尹子寬, 1490년 ~ 1550년)
  - 할아버지 : 윤호(尹虎)
    - 아버지 : 윤희손(尹喜孫)
    - 어머니 : 이씨, 이수(李琇)의 딸
    - 서모 : 이름 미상
      - 서제 : 윤효종(尹孝宗)
      - 서제 : 윤효증(尹孝曾)
      - 서제 : 윤효광(尹孝光)

    - 본처 : 파평윤씨, 윤담휴(尹覃休)의 딸
    - 후처 : 경주김씨, 간서재 김덕민의 딸,
      - 아들 : 윤휴(尹鑴, 호는 백호, 1617년 - 1680년)

    - 첩 : 전주 이씨 이원익의 서녀
      - 서자 : 윤영(尹鍈, 1611년 - 1691년)
      - 서자부:덕수이씨, 충무공 이순신의 서녀

- 외조부 : 이수(李琇)
- 장인 : 윤담휴(尹覃休)
  - 서처남 :윤지미(1569년 ~ ?)
- 장인 : 김덕민(金德珉, 학자, 호는 간서재)
  - 처조카 : 송규렴
  - 처조카 : 송규정
- 첩장인 : 이순신(李舜臣, 1545년 - 1598년, 그의 서녀 중 한명을 첩으로 맞이하였다.)

## 기타
그는 서경덕을 평하기를 "서경덕의 저술 1권은 다른 학자의 10권의 책에 비길 만하다"며 높이 평가하기도 하였다.

## 같이 보기
| - 북인 - 대북 - 소북 - 인조 반정 - 익사공신 - 이순신 - 이원익 - 유영경 - 윤휴 - 허목 - 윤증 - 민순 - 서경덕 - 허엽 | - 성리학 - 윤관 - 칠서의 변 - 김직재의 무옥 - 인조 반정 - 정구 - 장현광 - 조광조 - 허균 - 이산해 - 이원익 - 이이첨 - 이상의 - 유희분 - 윤선도 - 이서우 | - 서경덕 - 김장생 - 김집 - 조식 - 허엽 - 정인홍 - 이덕형 - 유희분 - 유자신 - 허균 - 윤하제 - 윤의제 |